# Simon Jefferies
Simon Jefferies (Nottingham, 11 de julio de 1955) es un deportista británico que compitió en remo como timonel. Ganó una medalla de oro en el Campeonato Mundial de Remo de 1980, en la prueba de ocho con timonel ligero.

## Palmarés internacional
| Campeonato Mundial | Campeonato Mundial | Campeonato Mundial | Campeonato Mundial      |
| Año                | Lugar              | Medalla            | Prueba                  |
| ------------------ | ------------------ | ------------------ | ----------------------- |
| 1980               | Malinas (Bélgica)  | Medalla de oro     | Ocho con timonel ligero |